# Думбляускас, Альбинас
Альбинас Думбляускас (лит. Albinas Dumblauskas, 1925—1991) — литовский католический священник, член общества иезуитов.

## Биография
Родился 10 февраля 1925 году в Алитусском уезде. Работал шофёром в туберкулезном диспансере, богослужения совершал тайно.
Первым местом прибытия был г. Кустанай где Альбинасу удалось в 1968 году официально зарегистривать приход Успения Богородицы (посещал верующих в ряде городов, по Казахстану примерно в этих годах он посещал сестер из Конгрегации Младенца Иисуса в Макинске где крестил 13 младенцев и сказал сестрам оберегайте их это будущие ваши прихожане).
В 1970 году по примеру его пастырского служения к нему едут три монахини на помощь.
В 1975 году о. Альбинаса и еще с ним 3 сестер монахинь (с. Екатерина (Моника) Утерайте, с. Агута, имя третей не известно ей пришлось вернуться сразу домой) из Литвы выселяют из Кустаная и они перебираются в Караганду, как в ближайший город где много было католиков.
в 1977 власти дали разрешение на открытие прихода в Караганде, и о. Думбляускас стал его настоятелем (церковь св. Иосифа).
Богу посвящаем фундамент первой католической церкви. Не водой мы освящаем его, но своими слезами. — Слова о. Альбинаса Думбляускаса при освящении епископом Александром Хирой фундамента церкви в Караганде.
В 1979 в течение 4 месяцев было преподано 39 тысяч причастий. Ежедневно служилось 4 мессы — две утром и две вечером. В этом же году Первое причастие приняли более 300 детей. В богослужениях участвовали 32 министранта, а в процессиях — более 80 девочек.
О. Альбинас Думбляускас скончался в 1991 году. Он похоронен у стен церкви, где был настоятелем, ныне являющейся Малой Базиликой св. Иосифа в г. Караганда